# Impasse Girardon
L'impasse Girardon est une voie du 18e arrondissement de Paris, en France.

## Situation et accès
L'impasse Girardon est une voie publique du vieux Montmartre située dans le 18e arrondissement de Paris. Elle débute au 5, rue Girardon et se développe le long de l'avenue Junot jusqu'au square Suzanne-Buisson.
Il avait été décidé, pour la toponymie des voies, de grouper des noms de sculpteurs dans cette partie de Paris.

## Origine du nom

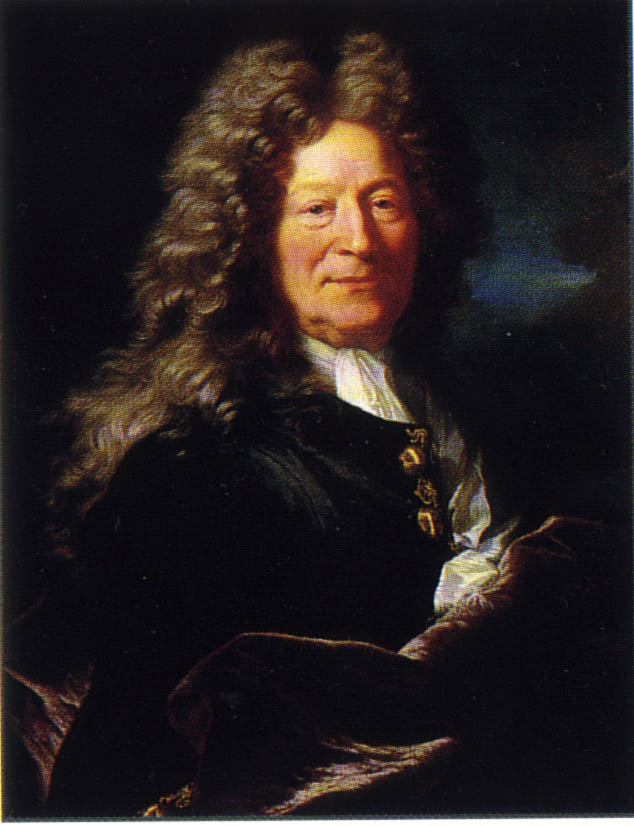
François Girardon.

Elle porte le nom du sculpteur François Girardon en raison de sa proximité avec la rue éponyme (1628-1715).

## Historique
C'est une voie de l'ancienne commune de Montmartre. Elle s'est d'abord appelée « impasse de la Fontaine-Saint-Denis », puis « impasse de la Fontaine-du-But ».
La fontaine du But s'est d'abord appelée « fontaine du Buc ». Les historiens ont donné deux origines possibles du mot « buc », soit bucca, la bouche, soit bouc, animal sacrifié aux divinités. Cette fontaine avait un débit abondant et alimentait le village de Clignancourt et, peut-être, la villa gallo-romaine dont on avait retrouvé les vestiges en 1737.
L'impasse a pris le nom d'« impasse Girardon » par arrêté du 3 septembre 1869.

## Bâtiments remarquables et lieux de mémoire
- No 2 et avenue Junot : ancien atelier du peintre Gen Paul ; une plaque lui rend hommage[2]. Le peintre Jules Pascin s'installe là pour un court séjour en 1909[3].
- À partir de décembre 1899, Kees van Dongen y a vécu pendant 5 ans avec sa femme Guus et sa fille Dolly.
- L'actrice Anouk Aimée y a eu son dernier domicile.